# Montse Clavé
Montse Clavé (Villamartín, Cádiz, 1946) es una historietista, ilustradora y escritora española. Destaca por su activismo político antifranquista y militante feminista que se refleja en su obra gráfica. Fue una de las primeras autoras de cómic en España que trabajó con contenido de género, ayudando a transformar la visión de la mujer en la transición española.

## Trayectoria
Influenciada por su hermano Florenci Clavé, también historietista, creció leyendo cómics como The Spirit, Steve Canyon o Rip Kirby. También con su hermano viaja en los años sesenta a Asturias de gira con el teatro popular La Pipironda que rescataba la tradición de La Barraca.
Estudió Bellas Artes en París, donde residió entre 1967 y 1969, participando en los movimientos de constelación del Mayo francés. Después viajó a Cuba donde colaboró en la creación de la editorial Gente Nueva del Instituto del Libro Cubano. En 1971 se trasladó de Cuba a Barcelona donde se acercó al movimiento feminista y participó en la denuncia al régimen franquista con cómics clandestinos.
En 1976 empezó a trabajar en el mundo del cómic de forma profesional para revistas del norte de Europa. Después. en España trabajó para revistas como Butifarra!, Más madera! o Cul de Sac y colaboró en la fundación del colectivo responsable de la revista Trocha / Troya. En torno al movimiento feminista catalán, desde 1977 trabajó como ilustradora de LaSal Bar Biblioteca Feminista de Barcelona y de aquí salieron proyectos con Mari Chordà (fundadora de la LaSal) como “La Mar” (1978), “Las Entrañablesas” (1977) para la revista Mundo, y “Quadern del cos i l’aigua” (1978).
Posteriormente, en su faceta como escritora publicó libros sobre gastronomía y novela negra, como “Cocinas de Allí-Aquí” (1996-1998), la serie “El Sabor en los grandes viajes” (2000-2003) o “Manual Práctico de cocina Negra y Criminal (2004). Desde 2002 es codirectora de la Librería Negra y Criminal en Barcelona y escribe en el blog “Gastronomía negra y criminal”.

## Obras y publicaciones
- “Las Entrañablesas” (1977) en revista "Mundo". Guiones de Mari Chorda y Ana Díaz Plaja[3]
- "Doble jornada" (1977)[6]
- "Jenny de Westfalia" (1977) en revista "Troya"[3]
- “La Mar” (1978) publicado en el Especial Mujeres, monográfico de la revista “Totem”[3]
- “Quadern del cos i l’aigua” (1978)[3]
- "Bety de BUP " (1986) en revista "Más Madera!"[4]
- “Cocinas de Allí-Aquí” (1996-1998)[5]
- La serie “El Sabor en los grandes viajes” (2000-2003)[5]
- “Manual Práctico de cocina Negra y Criminal" (2004)[5]